# Jean Dotto
Jean Dotto (* 27. März 1928 in Saint-Nazaire; † 20. Februar 2000 in Ollioules) war ein französischer Radrennfahrer. Als Italiener geboren, nahm er am 1. September 1937 die französische Staatsbürgerschaft an.

## Karriere
Seine Profilaufbahn dauerte von 1948 bis 1962, und im Fahrerfeld trug er den Namen „Vigneron de Cabasse“. Sein größter Erfolg war der Sieg im Gesamtklassement der Spanienrundfahrt von 1955. Dotto gewann auch jeweils eine Etappe bei der Tour de France und beim Giro d’Italia. Von 1952 bis 1954 gewann er das Bergzeitfahren am Mont Faron. 1951 und 1952 gewann er Nizza–Mont Agel.
Später gestand Dotto ein, während seiner Radsportkarriere mit Amphetaminen gedopt zu haben.

## Wichtigste Siege
- 1952 und 1960 Gesamtwertung Critérium du Dauphiné
- 1954 19. Etappe Tour de France
- 1955 Vuelta a España
- 1955 19. Etappe Giro d’Italia